# Nemastoma nervosum
Nemastoma nervosum is een hooiwagen uit de familie aardhooiwagens (Nemastomatidae). Het werd een junior subjectief synoniem van Paranemastoma quadripunctatum in (Perty, 1833). Na 2023 de geldige combinatie is Paranemastoma quadripunctatum (Perty, 1833).